# HD 49674
HD 49674 — двойная звезда в созвездии Возничего на расстоянии приблизительно 140 световых лет (около 42,9 парсек) от Солнца. Возраст звезды определён как около 2,38 млрд лет.
Вокруг звезды обращается, как минимум, одна планета.

## Характеристики
Первый компонент (WDS J06515+4052A) — жёлтый карлик спектрального класса G0, или G3V, или G5V. Видимая звёздная величина звезды — +8,1m. Масса — около 1,081 солнечной, радиус — около 1,054 солнечного, светимость — около 0,952 солнечной. Эффективная температура — около 5593 K.
Второй компонент (2MASS J06515482+4056564) — красная звезда спектрального класса M. Видимая звёздная величина звезды — +18,9m. Эффективная температура — около 3221 K. Удалён на 401,8 угловой секунды.

## Планетная система
В 2002 году группой астрономов было объявлено об открытии планеты HD 49674 b.
В 2019 году учёными, анализирующими данные проектов HIPPARCOS и Gaia, у звезды обнаружена планета HIP 32916 c.